# Qingxi (sockenhuvudort i Kina, Heilongjiang Sheng, lat 49,33, long 127,14)
Qingxi (kinesiska: 清溪, 清溪乡) är en sockenhuvudort i Kina. Den ligger i provinsen Heilongjiang, i den nordöstra delen av landet, omkring 400 kilometer norr om provinshuvudstaden Harbin. Antalet invånare är 2 469. Befolkningen består av 1 192 kvinnor och 1 277 män. Barn under 15 år utgör 12,0 %, vuxna 15-64 år 80 %, och äldre över 65 år 6,0 %.
Runt Qingxi är det ganska glesbefolkat, med 26 invånare per kvadratkilometer. Närmaste större samhälle är Xixing, 13,4 km nordost om Qingxi. Omgivningarna runt Qingxi är en mosaik av jordbruksmark och naturlig växtlighet.
Genomsnittlig årsnederbörd är 976 millimeter. Den regnigaste månaden är juli, med i genomsnitt 230 mm nederbörd, och den torraste är januari, med 11 mm nederbörd.